# Hiresobati, Hagaribommanahalli
Hiresobati là một làng thuộc tehsil Hagaribommanahalli, huyện Bellary, bang Karnataka, Ấn Độ.